# الدوري الياباني لكرة القدم للسيدات 1993
الدوري الياباني لكرة القدم للسيدات 1993 (باليابانية: 第5回日本女子サッカーリーグ) هو موسم من الدوري الياباني لكرة القدم للسيدات. فاز فيه إن تي في بيليزا.